# Палац Маковецьких (Михайлівка)
Замок та палац Маковецьких — втрачені пам'ятки архітектури у селі Михайлівка, Кам'янець-Подільський район.

## Відомості
Михайлівок в Україні — понад 100. Ця, у Дунаєвецькому районі, над річкою Гниловодкою, далеко не найбільша — якихось 500 жителів, дорога поганенька, туристами не розпробувана. Але короткого візиту село варте — особливо в пору золотої осені.

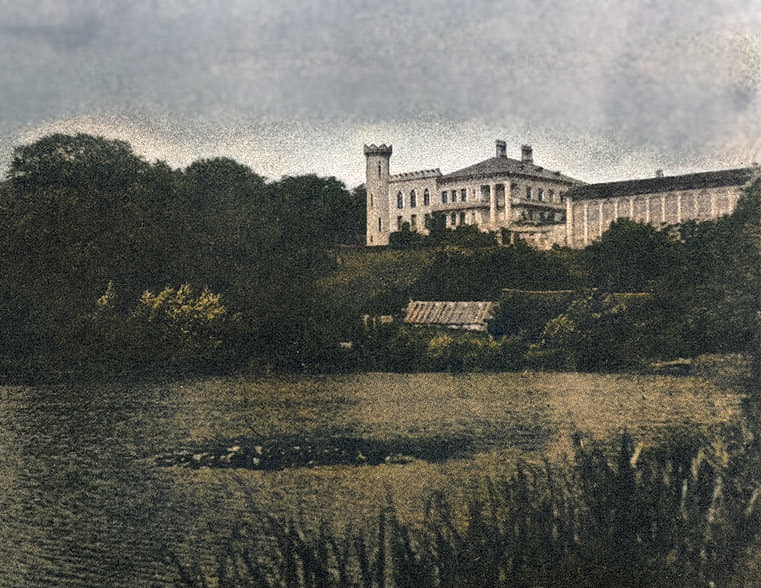
Палац в Михайлівці

Тому що саме в елегійні жовтневі дні місцевий парк виглядає найкраще: тут можна блукати зарослими алеями, спускатися до ставка, віднайти нарешті у джунглях грот, побачити біля містка маленький водоспадик — і подумати про те, як же шкода, що колишня велич Михайлівського маєтку вже ніколи не повернеться.
А маєток був розкішний…
За інформацією звернемося до найвідомішого дослідника кресових палаців колишньої Речі Посполитої — Романа Афтаназі. В ІХ томі своїх «Дій резиденцій…» він пише, що колись Михайлівка називалася Свистівка (Швистівка). Що ж, назва немилозвучна, але принаймні була унікальною… Свистівка була одним з найдавніших подільських сіл — і про це до наших часів нагадують бронзові та кам'яні вироби, старовинні грецькі, римські та польські монети, які подекуди ще трапляються селянам на обійстях і полях.
В XVII столітті навколишні землі були власністю почергово Костянтина, Петра та Міхала Володийовських гербу Корчак. Анна Володийовська отримала Свистівку як придане, коли побралася зі Станіславом Маковецьким — міським суддею Кам'янця.
На початку XVIII ст. Свистівка як «мала осада» (тобто поселення було якось укріпленим?) входила до Блищанівських маєтностей. Близько 1720 р. її успадкував власник маєтностей — червоногородський скарбник Міхал Маковецький гербу Помян. Саме Міхал розпочав будувати у селі оборонний замочок (дивний час для оборонних замків — часи турків і татар були вже позаду). Саме Міхал перейменував поселення на свою честь: була Свистівка — стала Михайлівка. Часом амбіції лише заважають.
Після Міхала Михайлівкою та містечком Шатавою володів його син Стефан Маковецький (близько 1730—1801) — барський конфедерат і маршалок кам'янецького сейму. Стефан закінчив справу батька — добудував замочок, оточений з трьох боків ставками, укріпив споруду валами й баштами. Він також брав участь у відбудові кам'янецької твердині та вів голосну судову справу про кордони своїх володінь з сусідом з Макова, Войцехом Раціборовським. Процес був таким бурхливим, що часом навіть проливалася кров.

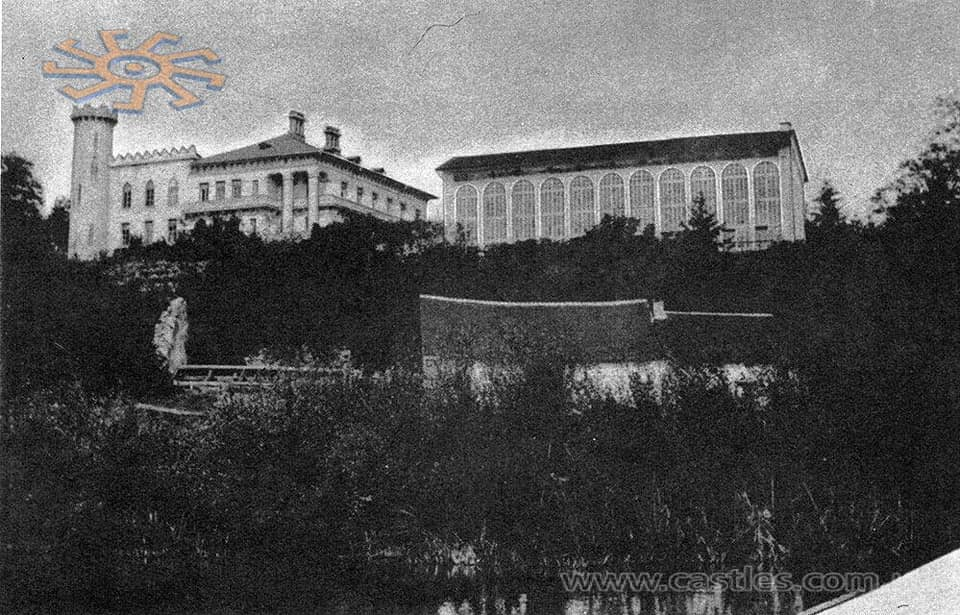
палац і Михайлівці

Наступним власником села був син Стефана — ушицький хорунжий Ян Людвік Маковецький. Часи були вже спокійніші, особливої потреби у валах і стрільницях не спостерігалося — тому Ян Людвік взявся переробляти дідівський замочок у більш пристосоване для мирного життя приміщення.
Дітей у Яна Людвіка не було, тож всі свої володіння він записав небожу (пол. synowcu) — маршалку шляхти Ушицького повіту Нарцизу Едварду Маковецькому (1786—1868), одруженому з Саломеєю з Качковських. Далі вже Михайлівка відійшла до його сина — Миколая (у Р. Афтаназія помилково названого Міхалом) Ксаверія Маковецького (1820—1862), і сталося це ще за життя Нарциза Едварда. Миколай Ксаверій був одружений з Амелією Гловацькою (1821—1915), і останнім власником Михайлівки був їхній син Стефан Леон Маковецький (1860—1949).
Миколай Ксаверій, використовуючи пивниці та певну частину мурів колишнього замочка, звів у Михайлівці розкішний неоготичний палац. Сталося це в середині XIX століття. Стіни споруди були з гладкого каменю. Будівництво тривало 12 років. Всі архітектурні деталі, дуже старанно виконані, були справою рук місцевих каменярів і майстрів. На жаль, невідомо ім'я автора проекту.
Загалом будівля складалася з двох частин. Старішим був двоповерховий, прямокутний, більший за розмірами корпус (хоча родинні перекази Маковецьких приписували замкове походження неоготичній частині з башточкою). Вздовж західного і східного фасадів другого поверху тягнувся балкон з кованою балюстрадою, трохи в східному стилі.
Довгі архітектурні описи з Р. Афтаназі традиційно пропускаю: краще раз побачити, а старих світлин палацу збереглося, на щастя, чимало.
Значно гірша ситуація з палацовими інтер'єрами: тут не те що іконографії немає, тут навіть більш-менш докладних описів не збереглося. За згадками тих, хто пам'ятав Михайлівку до руйнівного 1914 року, палацова каплиця була на першому поверсі палацової вежі. В підземеллях були родинні поховання. На першому поверсі головного корпусу були розміщені репрезентаційні кімнати, серед яких — велетенський салон та салони поменше, з цінними картинами на стінах, з гарними стильними меблями.

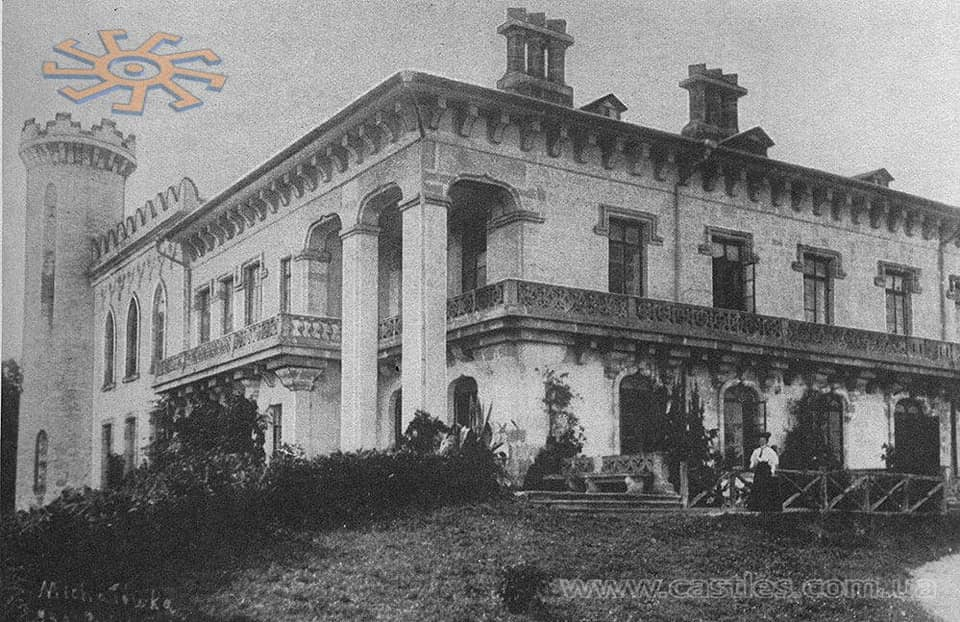
Палац в Михайлівці

Надзвичайно великою була також їдальня — і стіл, що стояв посередині, відповідав розмірам приміщення. Їдальню прикрашали родинні портрети Маковецьких, серед яких були два зображення Стефана Маковецького, Томаша Маковецького (з 1766 р.), Нарциза Едварда, Миколая Ксаверія — та інші.
В Михайлівці зберігалася також дуже цінна бібліотека з книжками на різних мовах, зі стародруками і більш сучасними (для власників резиденції) книжками з ХІХ та ХХ століть. Головною темою бібліотеки була ботаніка та природа — цим дуже захоплювався Стефан Леон Маковецький, теоретик та популяризатор ландшафтного дизайну. Маковецький й сам написав не одну книгу на цю тему. 110 томів з цієї книгозбірки власник зміг врятувати і перевезти до Львова, пізніше їх було подаровано польській Національній Бібліотеці.
Існував у Михайлівці й архів, де крім паперів власне Маковецьких зберігалися й акти та листит з 1706—1770 років. які стосувалися родин Полубинських, Мержеєвських, Юдицьких, Копців та інших. Частину архіву також вдалося врятувати і пізніше переправити до архіву бернардинського у Львові.
Була й нумізматична колекція — про неї дуже мало даних.
Одне літо — якраз під час роботи над «Паном Володийовським» — провів у Михайлівці Генрік Сенкевич. Він активно користувався місцевою бібліотекою та архівом. Кімнату, у якій мешкав майбутній нобеліант, залишили в незмінному вигляді на довгі роки: з секретерем, за яким працював письменник, з кріслом, нарешті, з пером Сенкевича.

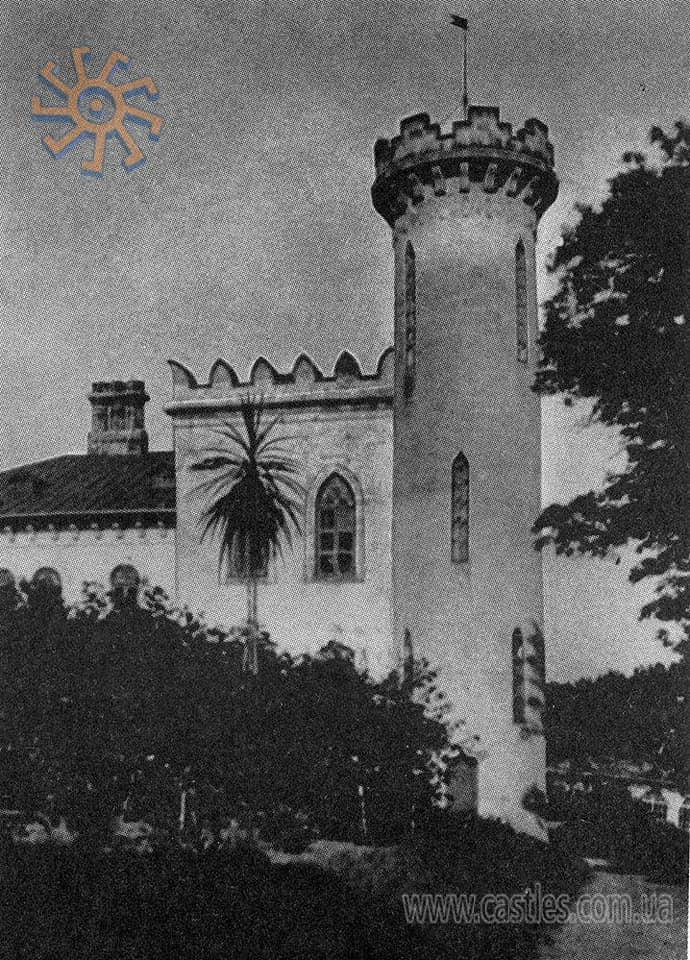
Палац в Михайлівці

Палац, до речі, з'єднувався довгою критою заскленою галереєю з оранжереєю, яка розміщувалася трошки нижче. Оранжерея була висока — за необхідності її можна б було розділити на два поверхи (тільки ж навіщо?). Саме тут Стефан Леон Маковецький вирощував безліч видів екзотичних рослин — деякі з них пізніше висаджувалися в парку. В оранжереї росли й розкішні апельсинові та лимонні дерева, які плодоносили.
На рівні першого поверху з усіх сторін оточував палац — кам'яний балкон з азуровою балюстрадою. Усі оздоблювальні роботи були виконані місцевими майстрами.
Наприкінці першої світової війни палац був повністю пограбований всередині, а мури палацу були висаджені за допомогою динаміту в повітр'я.